# Siegfried Hettenus
Siegfried Hettenus (eigentlich Siegfried Hett; * in Grüningen; † 7. Oktober 1585 in Schlüchtern) war der zweite evangelische Abt des Klosters Schlüchtern.

## Kleriker
Siegfried Hettenus wurde als Sohn des Jakob Hett geboren. 1538 wurde er zum Subdiakon und 1540 zum Priester geweiht, nachdem er 1539 Mitglied des Konvents des Klosters Schlüchtern geworden war. 1542–1544 studierte er an der Universität Wittenberg, wurde anschließend durch das Kloster zum Pfarrer von Schlüchtern eingesetzt und heiratete. Am Begräbnistag seines Vorgängers, Petrus Lotichius, dem 25. Juni 1567, wurde er durch den Konvent des Klosters in Anwesenheit von Räten der Vormundschaft des Grafen Philipp Ludwig I. von Hanau-Münzenberg gewählt und am 10. Oktober auf den Grafen, dessen Vormundschaft und dessen Nachfolger verpflichtet. Diese bestätigten wiederum die Wahl des Abtes. Dieses Vorgehen, durch das sich der Bischof von Würzburg, Friedrich von Wirsberg, in seinen Rechten beschnitten sah, führte zu einer jahrelangen diplomatischen Auseinandersetzung, die im Ergebnis offenblieb und Auswirkungen auf das Verhältnis zwischen dem Bischof von Würzburg und der Grafschaft Hanau bis in die Zeit des Dreißigjährigen Krieges und darüber hinaus hatte.

## Familie
Siegfried Hettenus heiratete am 8. Dezember 1544 Elisabeth Lotichius (* 1524 in Niederzell; † in Schlüchtern), eine Nichte seines Vorgängers und die Schwester von dessen Koadjutor Christian Lotichius. Sie hatten mehrere Kinder, darunter Margarethe († 3. März 1581), die Pankratius Rullmann (1568–1628) heiratete, der wiederum Rektor der Lateinschule war, zu der das Kloster sich im Laufe der Reformation wandelte.